# لويس سيلفيرا
لويس سيلفيرا (بالإسبانية: Luis Silveira) (16 يناير 1971 في الأوروغواي - ) هو لاعب كرة سلة أوروغواني في مركز مدافع مسدد الهدف، شارك في دورة الألعاب الأمريكية 2003 وبطولة أمم الأمريكتين لكرة السلة 2001 وبطولة أمم الأمريكتين لكرة السلة 2007 وبطولة أمم الأمريكتين لكرة السلة 2005 وبطولة أمم الأمريكتين لكرة السلة 1999 وبطولة أمم الأمريكتين لكرة السلة 1995 وبطولة أمم الأمريكتين لكرة السلة 1997 وبطولة أمم الأمريكتين لكرة السلة 2003 ودورة الألعاب الأمريكية 1995 ودورة الألعاب الأمريكية 1999.

## وصلات خارجية
- لويس سيلفيرا على موقع الاتحاد الدولي لكرة السلة (الإنجليزية)
- لويس سيلفيرا على موقع كرة السلة الأوروبية.كوم (الإنجليزية)
- لويس سيلفيرا على موقع ريلجم (الإنجليزية)